# Romi Rain

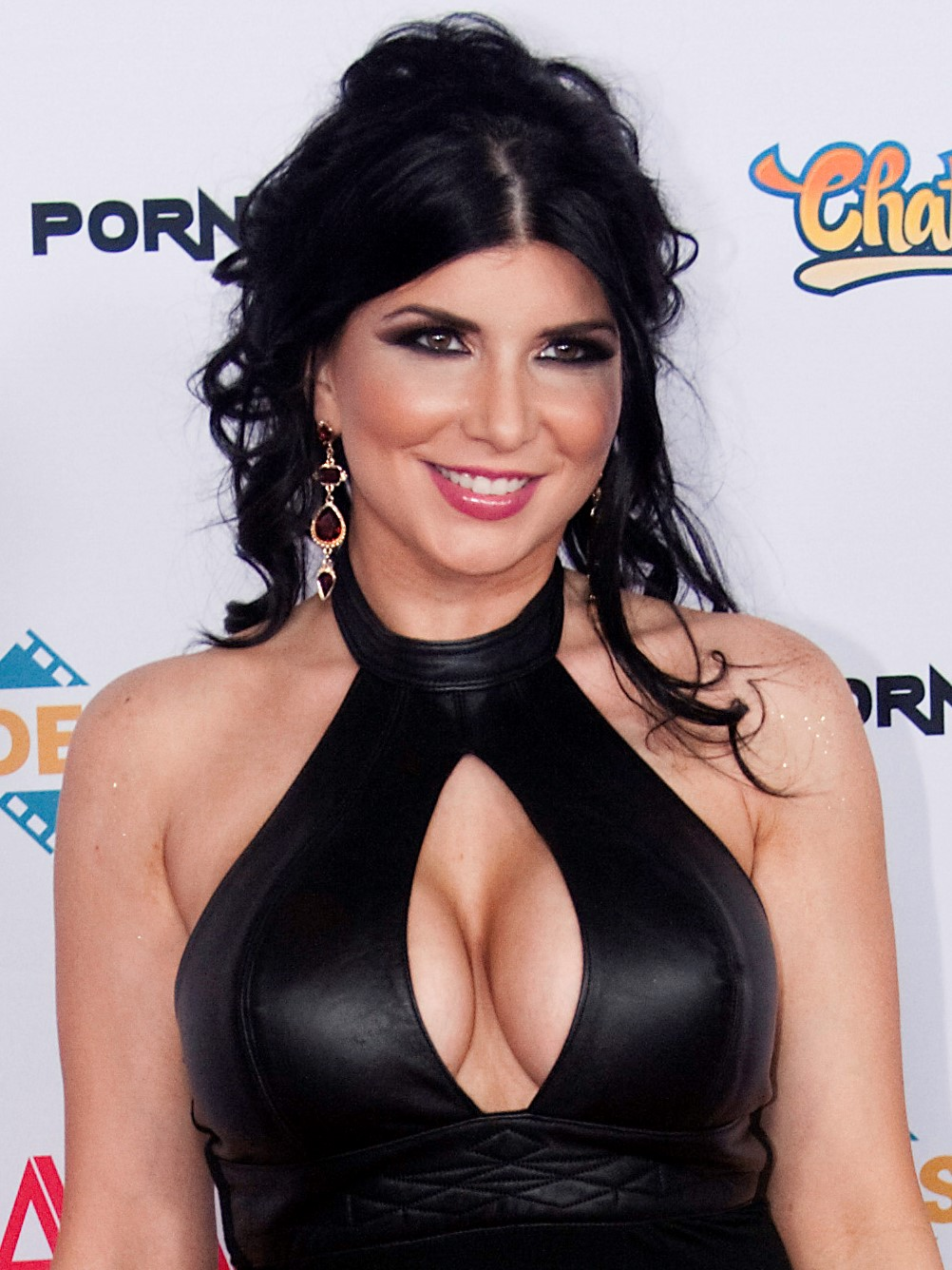
Romi Rain bei der AVN-Award-Verleihung, 2016

Romi Rain (* 12. Januar 1988 in Boston) ist eine US-amerikanische Pornodarstellerin.

## Leben
Rain wuchs überwiegend in Dorchester auf. Im Alter von 18 Jahren zog sie nach Los Angeles. Dort arbeitete sie zunächst als Bedienung in einem Steakhouse. Sie modelte für Automagazine wie Lowrider. Mit 19 Jahren begann sie, mit Unterbrechungen, als exotische Tänzerin unter dem Namen Rain zu arbeiten, bis sie 21 war. Später war sie in The Playboy Morning Show des Senders Playboy TV tätig und machte 2013 eine Fotostrecke für das Hustler-Magazin. Schließlich entschied sie sich, in der Hardcorebranche zu arbeiten und begann im Oktober 2013, zunächst allerdings nur in Lesbenszenen, und erst nach 4 bis 5 Monaten Boy/Girl-Szenen. Diese ersten Szenen drehte sie für die Studios Naughty America und Brazzers („Mad Muff“). Seitdem drehte sie mehr als 150 Filme. Im Februar 2014 verkündete die Model-Agentur OC Modeling, dass sie Rain vertritt. Im Juni 2015 erlangte Romi Rain größere Bekanntheit durch Berichte italienischer Medien (u. a. Leggo.it, Today.it und Ilgionarle) über den Gewinn des Wettbewerbs „Brazzers House“, einer erotischen Version von Big Brother. Veranstaltet wurde der Wettbewerb vom Produktionsstudio Brazzers.
2014 war Rain für den XBIZ Award als Bestes Neues Sternchen nominiert. Seit 2015 wurde sie bisher jährlich für den XBIZ Award als Darstellerin des Jahres nominiert, zweimal auch für den AVN Award (2015, 2016), und gewann 2018 den Preis. Daraufhin wurde sie von Adult Video News als Gastgeberin für die AVN Awards 2019 ausgewählt –  wobei sie dort dennoch kaum Berücksichtigung bei den Nominierungen fand.

## Filmografie (Auswahl)
- 2012: Best Friends Forever
- 2012: Booby Trap
- 2012: Pussy Playtime Taxi Tour
- 2013: Naughty Office 32
- 2013: Big Tit Creampie 22, 24
- 2013: Oil Overload 9
- 2013: Big Tits On The Beach 2
- 2013: Bra Busters 5
- 2013: Wet Tits 2
- 2013: Double D Vixens
- 2013: 3 On Their Knees
- 2013: Internal Cumbustion Cream Pies 19
- 2013: Water World: Underwater Sex 2
- 2013: She Loves My Big Breasts 2
- 2013: Sloppy Head 5
- 2013: Can I Call You Mommy? 2
- 2013: Nylons 12
- 2013: MILFS Seeking Boys 5
- 2014: Big Busty Workout 3
- 2014: Bangin' The Boss 3
- 2014: Naughty Girls
- 2014–2015: My First Sex Teacher 42, 44
- 2014: Big Tit Creampie 29
- 2014: This Ain’t Supernatural XXX
- 2014: Three Way Thrills: All Girl Edition
- 2014: Licking The P
- 2014: Slutty and Sluttier 20
- 2014: Baby Got Boobs 14
- 2014: Romi Rain Darkside
- 2014: CFNM Secret 10
- 2014: Big Tit Centerfolds 4
- 2014: The Bombshells 5
- 2015: White Mommas 5
- 2015: MILF Hunter 35
- 2015: A Good Fucking Time
- 2015: The Girls Only Club
- 2015: Big Tits in Uniform 14
- 2015: Manuels Fucking POV 3
- 2015–2021: Tonight’s Girlfriend 35, 43, 95
- 2015: Naughty Office 38
- 2015: Monsters Of Cock 57
- 2015: Blow Bar 2
- 2016: Cougar Crush
- 2018: Axel Braun’s Inked 4
- 2018: Deadpool XXX: An Axel Braun Parody
- 2018: Banging Under The Sun
- 2019: Swallowed.com 34
- 2019: Neighbor Affair 40
- 2019: Dirty Masseur 16
- 2019: Moms In Control 13
- 2019: Scam Angels Vol. 7
- 2019: Lesbian Floozy Fun
- 2019: Horny and All Alone 4
- 2020: Girl Crush 2
- 2020: Lesbian Yoga
- 2020: I Have A Wife 55
- 2020: My Friend's Hot Girl 30
- 2020: Hot and Mean 21
- 2020: MILF 1
- 2020: My Lesbian Boss
- 2020: Hustler's Best: Horny Moms
- 2020: Busty Women In Heat 3
- 2020: Pleasure on the Bolster
- 2020: Axel Braun's Busty Hotwives 2
- 2020: Lesbian Adventures: Strap-On Specialists 15
- 2020: Poolside Affairs
- 2020: Brazzibots: Uprising
- 2020: Top Heavy Sluts 2
- 2020: Greedy Porn Stars
- 2020: Lay Down And Relax
- 2020: Mrs. Creampie 26141
- 2020: Poolside Affairs
- 2021: Fixing For A Fuck 6
- 2021: Gaggers 10
- 2021: Nutbusters 2
- 2021: Tonight's Girlfriend 95
- 2021: Valentine Vixens
- 2022: Bubble Butt Anal Slut 10
- 2022: Cougar Sightings 10
- 2022: Irresistible Stepmom
- 2022: Romi Rain Shows Alexis Texas Who's In Charge
- 2023: Hot and Steamy The Best of Shower Sex
- 2023: Lovely Huge and Bouncy
- 2023: My First Sex Teacher 32007
- 2023: PSE Porn Star Experience 32148
- 2023: Boob Tease with Romi Rain
- 2023: Uncut 24
- 2024: Episode 183: Romi and Van
- 2024: Guys STINK
- 2024: House Arrest Hottie Works The Penal System
- 2024: Out Of Your System
- 2024: Romi ReturnZZ

## Auszeichnungen

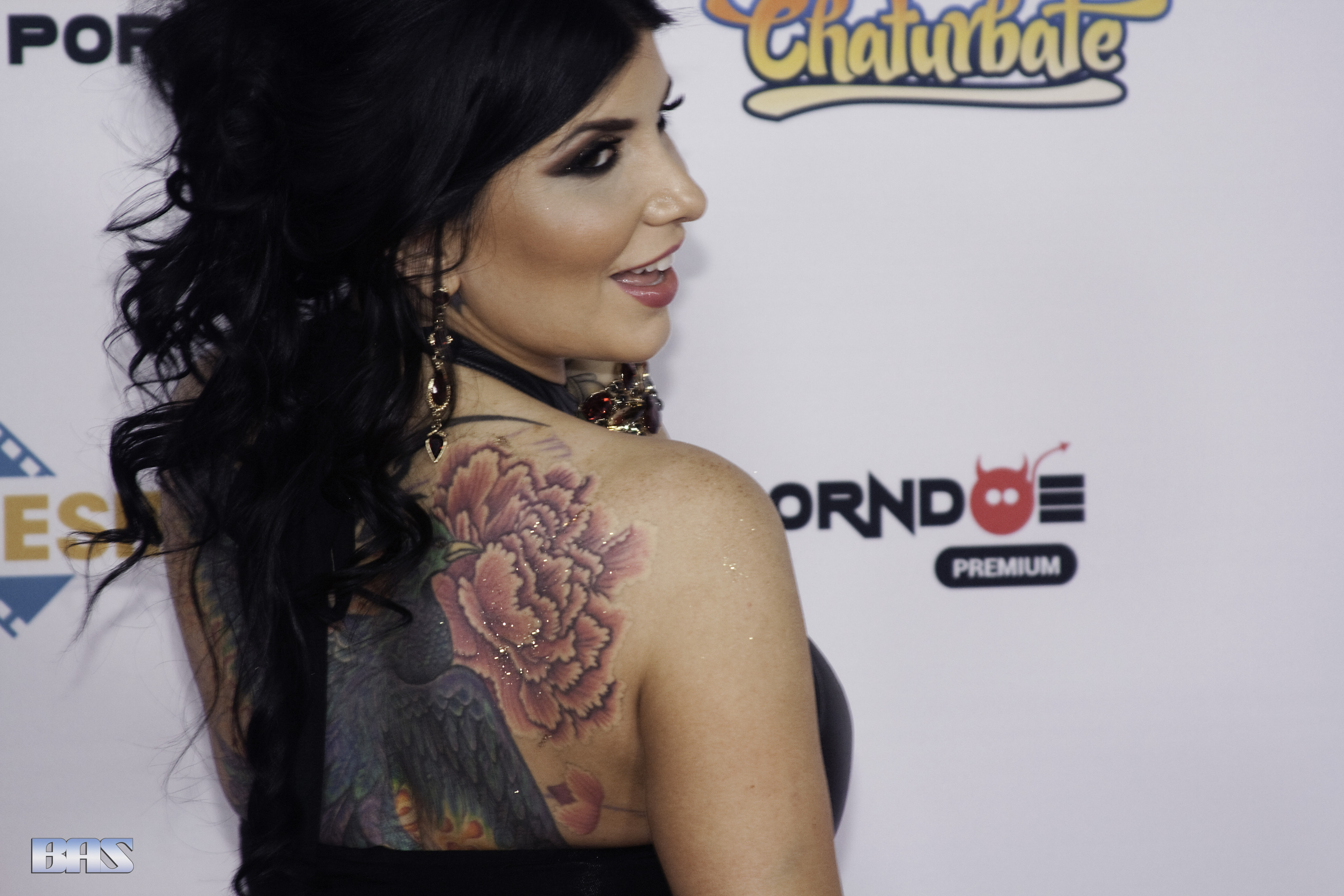
Romi Rain mit Einblick auf ihr Rückentattoo, 2016

- 2013: XCritic Editor’s Choice Award in der Kategorie Spezielle Anerkennung
- 2014: NightMoves Award in der Kategorie Beste Tattoos
- 2015: NightMoves Award in der Kategorie Beste Brüste
- 2015: XRCO Award in der Kategorie Beste Schauspielerin
- 2016: XBIZ Award in der Kategorie Beste Sexszene in einem Pärchenfilm für My Sinful Life (mit Riley Reid und Xander Corvus)
- 2018: NightMoves Award in der Kategorie Best Ink (Editor’s Choice)[3][4]
- 2018: XBIZ Award in der Kategorie Darstellerin des Jahres[5]
- 2019: XBIZ Award in der Kategorie Beste Sexszene in einer Komödie für Metal Massage (mit Small Hands)[6]
- 2020: AltPorn Awards in der Kategorie Fan-Favorite Female Performer of the Year[7]